# Suasjärvi (sjö, lat 68,20, long 24,03)
Suasjärvi är en sjö i Finland. Den ligger i kommunen Enontekis i landskapet Lappland, i den norra delen av landet, 900 km norr om huvudstaden Helsingfors. Suasjärvi ligger 267,8 meter över havet. Arean är 76,7 hektar och strandlinjen är 4,15 kilometer lång. Sjön  ingår i Kemi älvs huvudavrinningsområde. 